# Groupe de tourisme alternatif
 (août 2016).
 (août 2016).
Si vous disposez d'ouvrages ou d'articles de référence ou si vous connaissez des sites web de qualité traitant du thème abordé ici, merci de compléter l'article en donnant les références utiles à sa vérifiabilité et en les liant à la section « Notes et références ».
Alternative Tourism Group (ATG) et le Centre d'étude est une ONG palestinienne, située à Beit Sahour (à proximité de Bethléem). Ils sont spécialisés dans les visites et pèlerinages qui incluent une analyse critique de l’histoire, de la culture et de la politique de la Terre sainte. 
ATG a été fondé en 1995 par Jamal Salameh, Majed Nassar, Rifat Odeh Kassis, Ghassan Andoni et Elias Rishmawi. ATG se base sur les principes du commerce équitable et du tourisme responsable, c’est-à-dire un tourisme qui a pour objectifs la création d’opportunités économiques pour la population locale, un véritable échange culturel entre touristes et locaux à travers des rencontres chez l’habitant, la protection de l’environnement, et l’éducation politique et historique. 
ATG cherche à encourager les grands groupes d’opérateurs touristiques à abandonner le tourisme de masse, et à adopter des pratiques qui affectent de façon positive la population locale en Palestine – et non pas les colons. De cette façon, ATG vise à promouvoir une image positive de la Palestine et de ses habitants, et contribuer à établir une paix durable dans la région.

## Programmes
Les programmes d'ATG incluent :
- la cueillette des oliviers en octobre. Les agriculteurs locaux sont aidés par des volontaires internationaux durant la récolte des oliviers. Ces oliviers sont situés sur des parcelles difficiles d’accès, du fait de leur proximité avec la barrière de séparation israélienne et des colonies israéliennes.
- la plantation d’oliviers en février. Il s’agit de planter des arbres (principalement des oliviers) sur les propriétés privées qui sont menacées de confiscation par les autorités Israéliennes.
- Bed & Breakfast. Les touristes sont en contact direct avec les Palestiniens; logés chez l’habitant à proximité de Bethléem.
- le sentier de la Nativité, qui consiste en une randonnée à pied, à partir de Nazareth jusqu’à Bethléem. Les participants pourront apprécier les paysages palestiniens, visiter des villages Palestiniens et des camps de réfugiés, aller à la rencontre d’agriculteurs et de villageois, découvrir l’hospitalité des Palestiniens, et suivre les pas de Joseph et Marie dans leur périple jusque Bethléem.

## Publications
ATG a publié Palestine & Palestiniens, le premier guide touristique de la Palestine écrit par des Palestiniens, incluant les territoires occupés, Jérusalem, les territoires de 1948 et le plateau du Golan. Il présente une vision détaillée de la culture palestinienne : histoire, archéologie, religion, architecture et politique. L’ouvrage est disponible en anglais, arabe, français, espagnol et italien.

## Réseaux
ATG est à l’initiative d’un réseau appelé PIRT (Palestinian Initiative for Responsible Tourism), qui a publié le Code de conduite en Terre sainte.
ATG est aussi membre du Réseau palestinien des ONG (PNGO).  